# 7.92x94mm Patronen
7.92×94mm patronen是納粹德國開發的反戰車步槍彈。它的設計基於PzB38/39反坦克步槍的開發，成為當時新型單兵反坦克武器。但只能對付輕裝甲目標。因此在戰爭後期被鐵拳等武器取代。

## 背景
德軍因應英軍Mark IV戰車而開發出13.2mm TuF反坦克子彈，配上毛瑟13.2毫米反坦克步槍，取代了一般Gewehr 98步槍的反坦克Patrone SmK Kurz 7.92mm（K子彈）。但這種武器的發展很快便因德國戰敗和凡爾賽條約而停止。
相關的研究於1930年代後期重啟。新研發的PzB38/39反坦克步槍需要尋找適合的彈藥。最後由Gustloff Werke研發成功，即7.92×94 patronen。

## 使用槍械
- PzB38/39反坦克步槍

- EW141機槍